# Карликовый виреон
Ка́рликовый виреон (лат. Vireo nelsoni) — вид птиц семейства виреоновых. Эндемик Мексики.
Его естественная среда обитания — субтропические или тропические высотные леса.

## Описание
Длина тела 10—11 см. Масса 8,1—9,4 г. Корона тёмно-серая, кольцо вокруг глаза разорвано над глазом.

## Биология
Самца наблюдали на гнезде с яйцами.